# Bengt Uggla
Bengt Gustafsson Uggla (Solna, 9 september 1894 - Stockholm, 26 februari 1937) was een Zweedse moderne vijfkamper. Hij nam deel aan de Olympische Zomerspelen van 1920 en behaalde daarbij de vierde plaats.

## Biografie
Bengt Uggla was een van de Zweedse deelnemers aan de Olympische Zomerspelen van 1920 in Antwerpen, waar hij de vierde plaats behaalde in de moderne vijfkamp, na zijn landgenoten Gustaf Dyrssen, Erik de Laval en Gösta Runö.

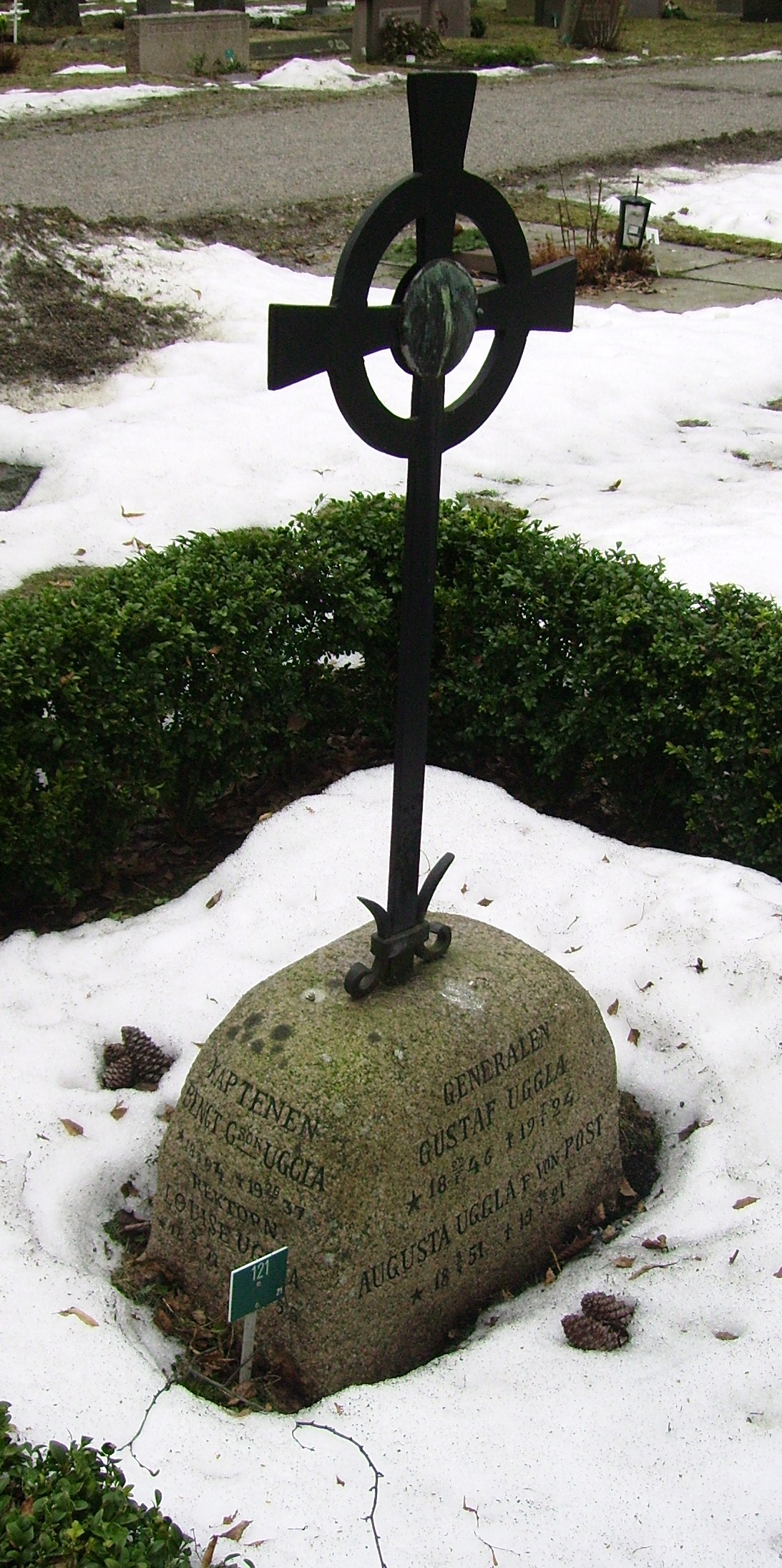
Besneeuwd graf van Bengt Uggla in zijn geboorteplaats Solna.

## Belangrijkste resultaten

### Olympische Zomerspelen
| Jaar | Plaats    | Discipline       | Resultaat |
| ---- | --------- | ---------------- | --------- |
| 1920 | Antwerpen | moderne vijfkamp | vierde    |